# 原茂
原 茂（はら しげる、1913年1月26日 - 1997年12月1日）は、日本の政治家。日本社会党衆議院議員(10期)。

## 来歴
長野県諏訪郡玉川村（現茅野市）出身。旧制錦城中学（錦城学園高等学校）卒業、東京外国語学校特別研修講座修了。1946年に社会党に入党。1952年の総選挙で旧長野3区から左派社会党公認で立候補して当選。以来連続10回当選、1962年から社会党長野県本部委員長、1966年社会党本部中央執行委員、財務委員長、1976年代議士会長などを務めた。1967年には日ソ文化交流調印式に社会党代表として調印した。1979年の総選挙では同じ選挙区から元長野県議の串原義直も出馬したため両者で票を食う形になりともに落選した。翌1980年の総選挙では地盤を串原に譲り、出馬しなかった。1983年の総選挙では新自由クラブ公認で立候補したが落選した。著書に「行動と決断―代議士一筋・二十七年の軌跡」 (1982年) がある。1983年勲一等瑞宝章。1997年死去。なお、元日本炭鉱労働組合(炭労)委員長の同名人物は別人である。